# San Marino
A República de San Marino ou Sereníssima República de San Marino (também chamada São Marinho e São Marino — em italiano: Repubblica di San Marino) é um país situado nos Apeninos. É um enclave, completamente envolta pela Itália. Faz fronteira com as províncias italianas da Emília-Romanha e das Marcas. Sua área é de apenas 61 km² com uma população estimada em 30 000 habitantes, e a sua capital é a Cidade de San Marino. San Marino é um dos microestados europeus, junto com Liechtenstein, Vaticano, Mônaco, Andorra, e Malta, e tem a menor população de todos os membros do Conselho da Europa.
San Marino é considerado o Estado nacional mais antigo do mundo. O país foi fundado em 3 de setembro de 301 pelo diácono Marinho, que era oriundo de uma das ilhas da costa da Dalmácia. Marinus deixou Rab, então uma colónia romana, em 257, quando o futuro imperador, Diocleciano, emitiu um decreto solicitando a reconstrução dos muros da cidade de Rimini, que havia sido destruída por piratas libúrnios.
A Constituição de San Marino é histórica, ou seja, não escrita, compondo-se, dentre outros documentos jurídicos importantes, pelos Estatutos de 1600. Estabelece uma forma parlamentar de governo. O parlamento, chamado de Grande e Geral Conselho, possui sessenta membros e é presidido por dois capitães-regentes, que são Chefes de Estado por um prazo de seis meses. O poder executivo é exercido pelo Congresso de Estado, formado por dez conselheiros escolhidos entre os membros do Grande e Geral Conselho.
Apesar de não ser muito industrializado, San Marino tem uma das maiores rendas per capita da Europa. O turismo é a principal fonte de renda do país, devido a sua proximidade com o porto de Rimini, no mar Adriático. Outras fontes de renda são os bancos, produtos eletrónicos  e cerâmicas. Cultivam-se vinhas e cereais e criam-se ovinos nos campos.
San Marino tem uma das menores forças armadas do mundo. Seus diferentes ramos têm variadas funções, incluindo: desempenho cerimonial, patrulhamento das fronteiras, montar guarda em prédios do governo, da polícia e de assistência nos principais processos penais. Existe também uma polícia, o Corpo da Gendarmaria da República de San Marino, que é tecnicamente parte das forças militares da república.

## Etimologia

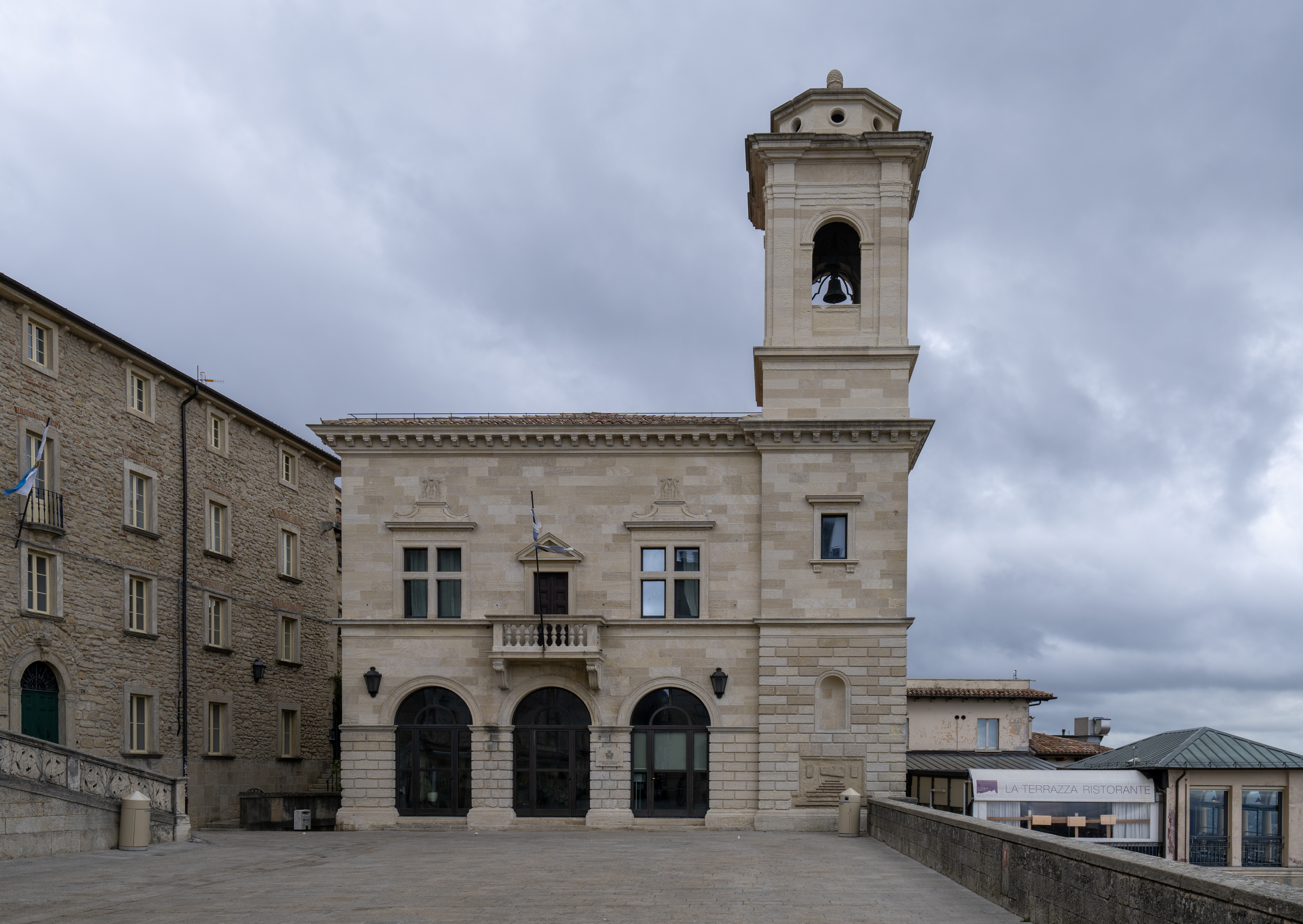
O Parva Domus foi concluído em 1378 e abriga a Secretaria de Estado do Interior de San Marino.

O país deve seu nome a Marinho, um santo da Igreja Católica. Segundo a tradição, Marinho deixou a ilha de Rab, na atual Croácia, para viver na cidade de Rimini como pedreiro. Depois de ser perseguido por Diocleciano por seus sermões cristãos, ele escapou para as proximidades do Monte Titano, onde construiu uma pequena igreja e assim fundou a atual capital do Estado de San Marino. A data oficial da fundação da cidade é 3 de setembro de 301.

## História
Por volta dos anos 301, San Marino foi fundada por um canteiro cristão da Dalmácia, que decidiu refugiar-se na zona de San Marino. No início do século V, San Marino já era habitado por uma grande comunidade e foi capaz de manter a sua independência.

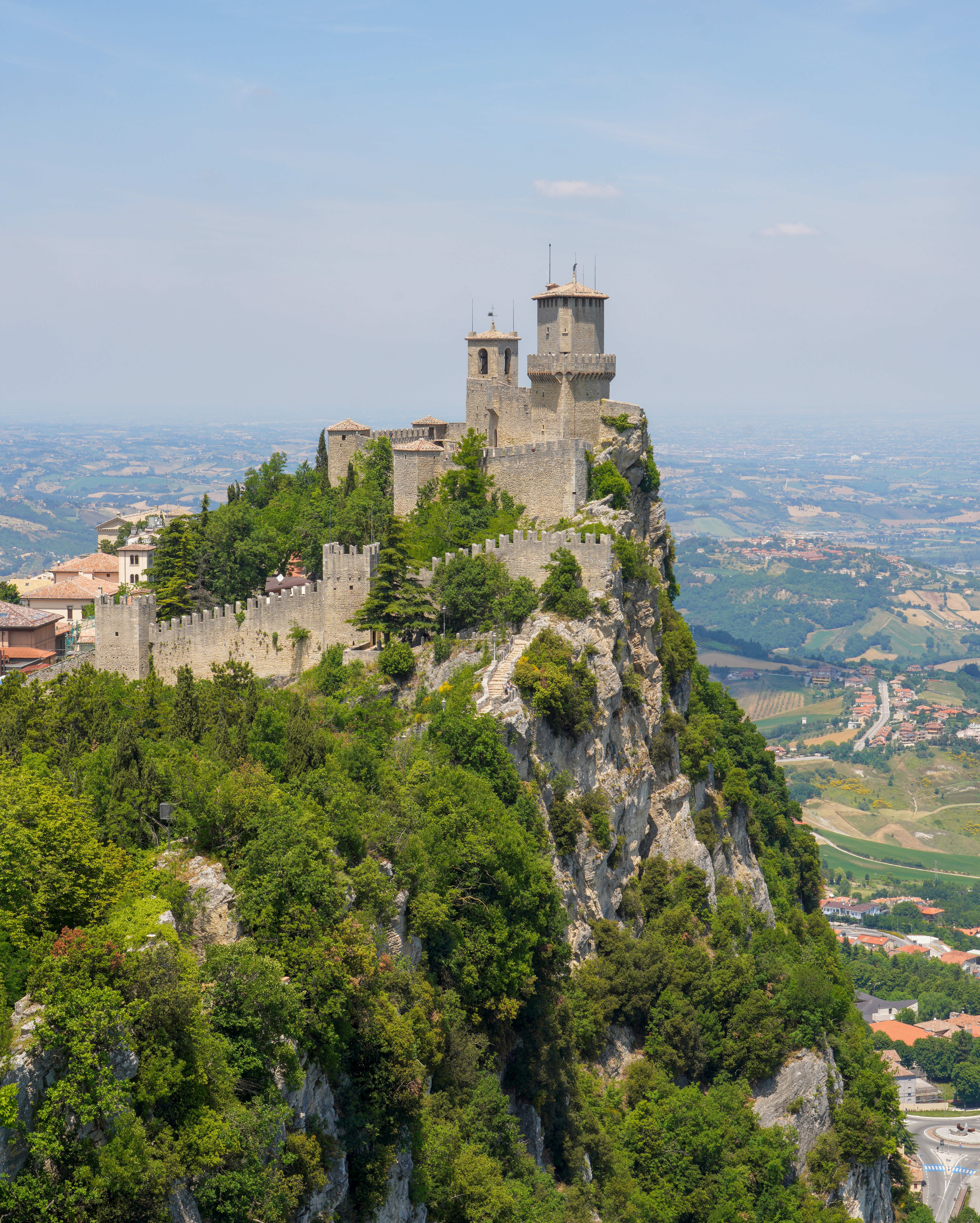
Vista de San Marino.

Em 1243, foram nomeados os primeiros "grandes conselheiros", os chefes de Estado daquele país. Em 1291, o papa Nicolau IV passa a reconhecer a independência de San Marino, sendo reafirmada em 1631 pelo papa Urbano VIII. Depois de Napoleão Bonaparte invadir a península Itálica, em 1797, San Marino rejeitou servir a expansão dos estados papais. Depois de as guerras napoleónicas acabarem, o Congresso de Viena, em 1815, reconheceu a independência de San Marino.
Em 1849, San Marino ofereceu refúgio ao revolucionário italiano Giuseppe Garibaldi, depois de este ter tentado expulsar da Itália os austríacos. Em 1862, foi assinado um tratado de amizade com a Itália mas San Marino recusou unir-se a ele. O tratado seria renovado muitas vezes. Depois na Primeira Guerra Mundial, durante os anos 1915–1918, lutou juntamente com a Itália. Na Segunda Guerra Mundial manteve-se neutro e abrigou cerca de 100 mil refugiados. No entanto, em 1944, foi bombardeado por um avião dos aliados ao combater os alemães em território italiano. Entre 1943–57, foi governado pelo partido PCS (Partido Comunista Samarinês).
Depois, até 1978, o país foi governado por democratas-cristãos do partido PDCS (Partido Democrata Cristão Samarinês), seguido por socialistas coligados com comunistas até 1986. Entretanto, em 1960, as mulheres passaram a ter direito ao voto e em 1973 puderam exercer cargos públicos. Em 1986, escândalos financeiros levaram uma coligação dos comunistas e democratas-cristãos ao poder, depois reeleita em 1988.
San Marino entrou para a ONU em 1992. No mesmo ano, com o colapso do comunismo no mundo o partido comunista foi substituído pelos socialistas no governo. Em 2001, o Partido Comunista, agora com o nome do Partido dos Democratas, tem 20% dos votos. Nessas eleições, os sociais-democratas ganharam com 41% e pelos socialistas com 24%. Em 2002, o Euro foi introduzido.

## Geografia

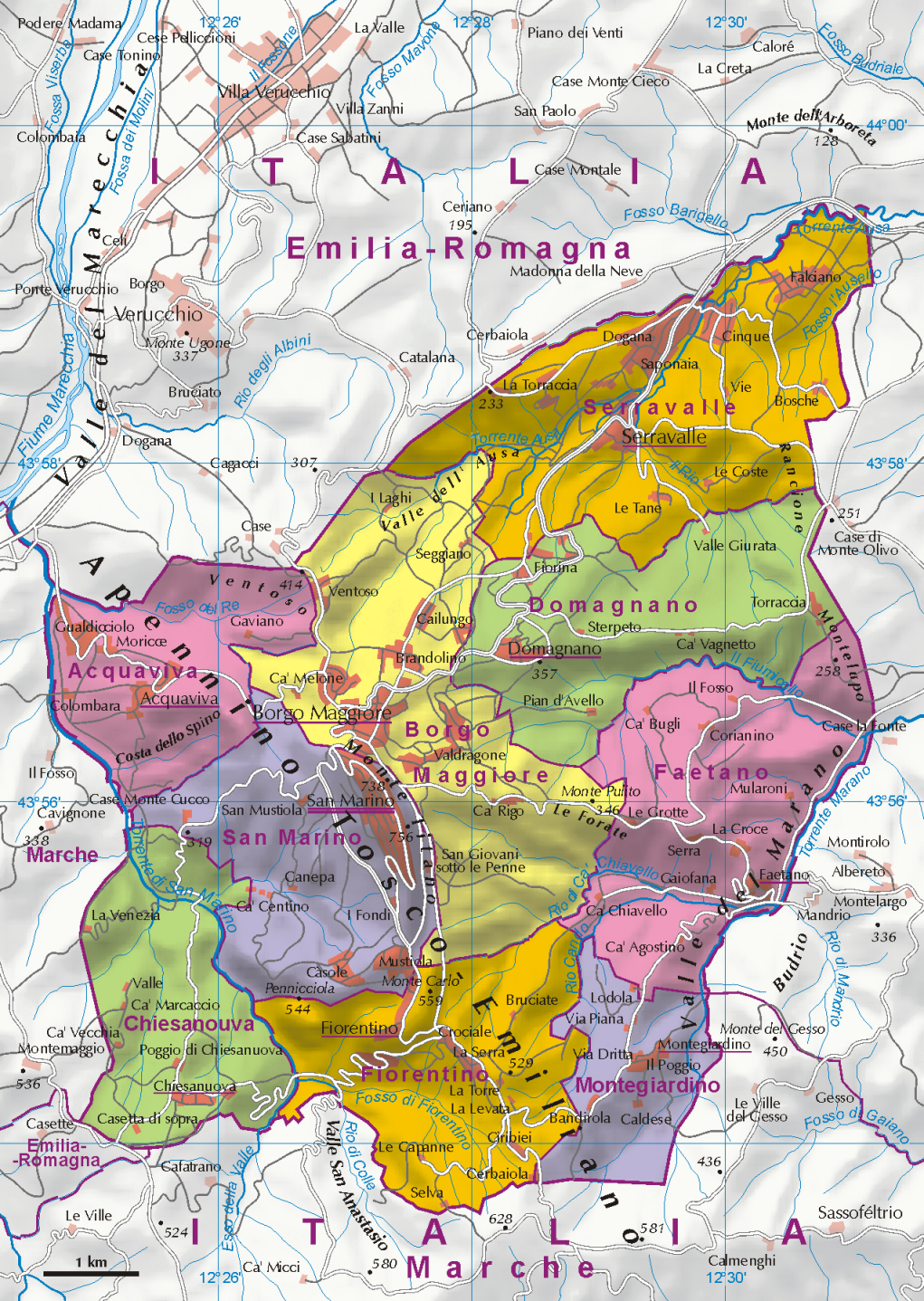
Mapa de San Marino

San Marino é um enclave no centro da Itália. Está situado entre as regiões da Emília-Romanha e das Marcas. Seu território é montanhoso, incrustado no monte Titano, ramificação oriental dos Apeninos. O Pico de la Rocca (749 m) é o ponto mais alto do país. San Marino possui clima subtropical úmido.

## Demografia
- Composição étnica: samarinenses, italianos e outros.
- Religião: Catolicismo (90%).
- Idiomas: italiano (oficial) e emiliano-romanholo.

### Religião
San Marino é um estado predominantemente católico — mais de 97% da população professa a fé católica romana, mas o catolicismo não é uma religião de Estado. Aproximadamente metade dos que professam ser católicos praticam a fé. Não há vista episcopal em San Marino, embora seu nome faça parte do atual título diocesano. Historicamente, as várias paróquias do país foram divididas entre duas dioceses italianas, principalmente na diocese de Montefeltro e parcialmente na diocese de Rimini. Em 1977, a fronteira entre Montefeltro e Rimini foi reajustada para que todo San Marino caísse na diocese de Montefeltro. O bispo de Montefeltro-San Marino reside em Pennabilli, na província italiana de Pésaro e Urbino.

## Política
A constituição de San Marino tem origem nos estatutos de 1600 e estabelece o parlamentarismo como forma de governo. O Conselho Grande e Geral é o órgão legislativo unicameral do país, com sessenta membros, é presidido por dois Capitães Regentes que são chefes de Estado por um prazo de seis meses. O poder executivo é exercido pelo Congresso de Estado, formado de dez conselheiros escolhidos entre os membros do Conselho Grande e Geral.

## Subdivisões

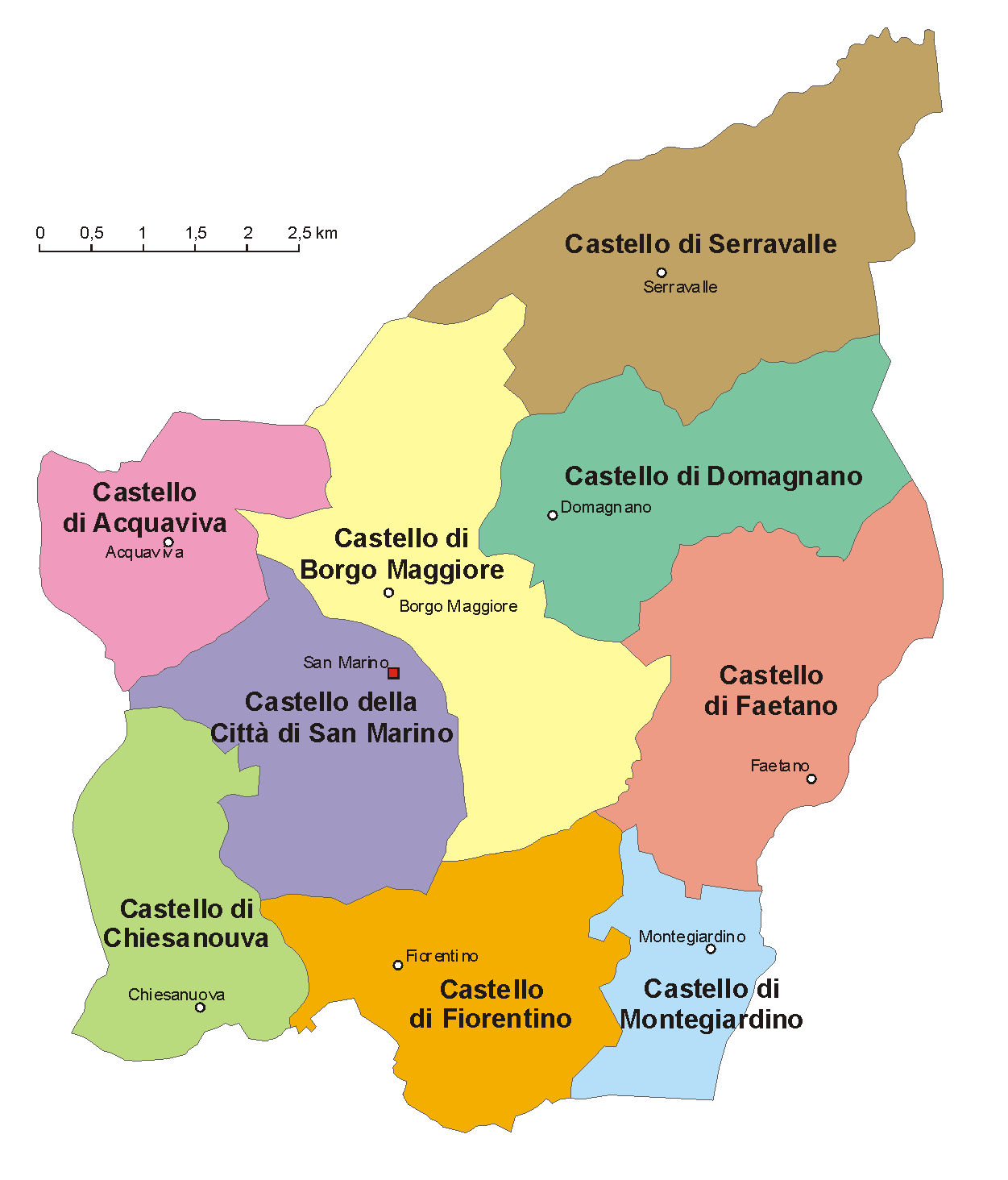
Mapa de San Marino, subdividido em seus nove castelli.

San Marino encontra-se dividido em nove municípios ou castelli, que são:
- Acquaviva
- Borgo Maggiore
- Chiesanuova
- Domagnano
- Faetano
- Fiorentino
- Montegiardino
- Cidade de São Marinho
- Serravalle

Os nove municípios (castelli) estão subdivididos em 43 fracções comunais, correspondente às fracções comunais italianas. Serravale conta com 8, a cidade de San Marino com 7, Chiesanuova com 7, Borgo Maggiore com 6, Domagnano com 5, Faetano com 4, Fiorentino com 3, Acquaviva com 2 e, Montegiardino com 1. As fracções comunais são as seguintes, por ordem alfabética: Cà Berlone, Cà Chiavello, Cà Giannino, Cà Melone, Cà Ragni, Cà Rigo, Cailungo, Caladino, Calligaria, Canepa, Capanne, Casole, Castellaro, Cerbaiola, Cinque Vie, Confine, Corianino, Crociale,

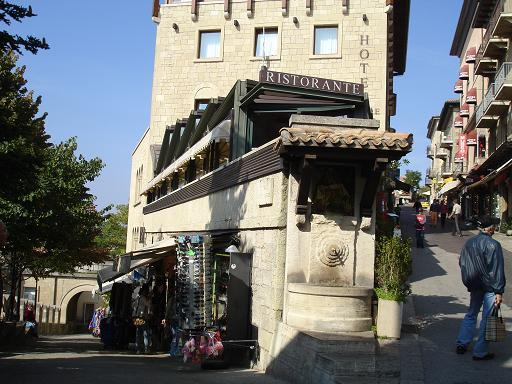
Cidade de São Marinho — via Santa Croce (à esquerda) e via Salita alla Roca (à direita).

Dogana, Falciano, Fiorina, Galavotto, Gualdicciolo, La Serra, Lesignano, Molarini, Montalbo, Monte Pulito, Murata, Pianacci, Piandivello, Poggio Casalino, Poggio Chiesanuova, Ponte Mellini, Rovereta, San Giovanni sotto le Penne, Santa Mustiola, Spaccio Giannoni, Teglio, Torraccia, Valdragone, Valgiurata e Ventoso.

## Economia
Apesar de não ser muito industrializado, San Marino tem uma das maiores rendas per capita da Europa. O turismo é a principal fonte de renda do país, por sua proximidade com o porto de Rimini, no mar Adriático. Outras fontes de renda são os bancos, produtos eletrônicos e cerâmicas. Cultivam-se vinhas e cereais e criam-se ovinos nos campos.
Um número considerável de habitantes do país trabalha na cidade italiana de Rimini. Para facilitar o deslocamento dos seus habitantes, existe uma linha de ônibus internacional ligando a cidade de San Marino até Rimini. Mas, como o país está constituído no Monte Titano, não é possível para o ônibus chegar ao topo, por isso existe um sistema de teleférico que transporta seus habitantes até as partes mais altas com intervalos de 15 minutos entre uma condução e outra.

## Cultura

### Esportes

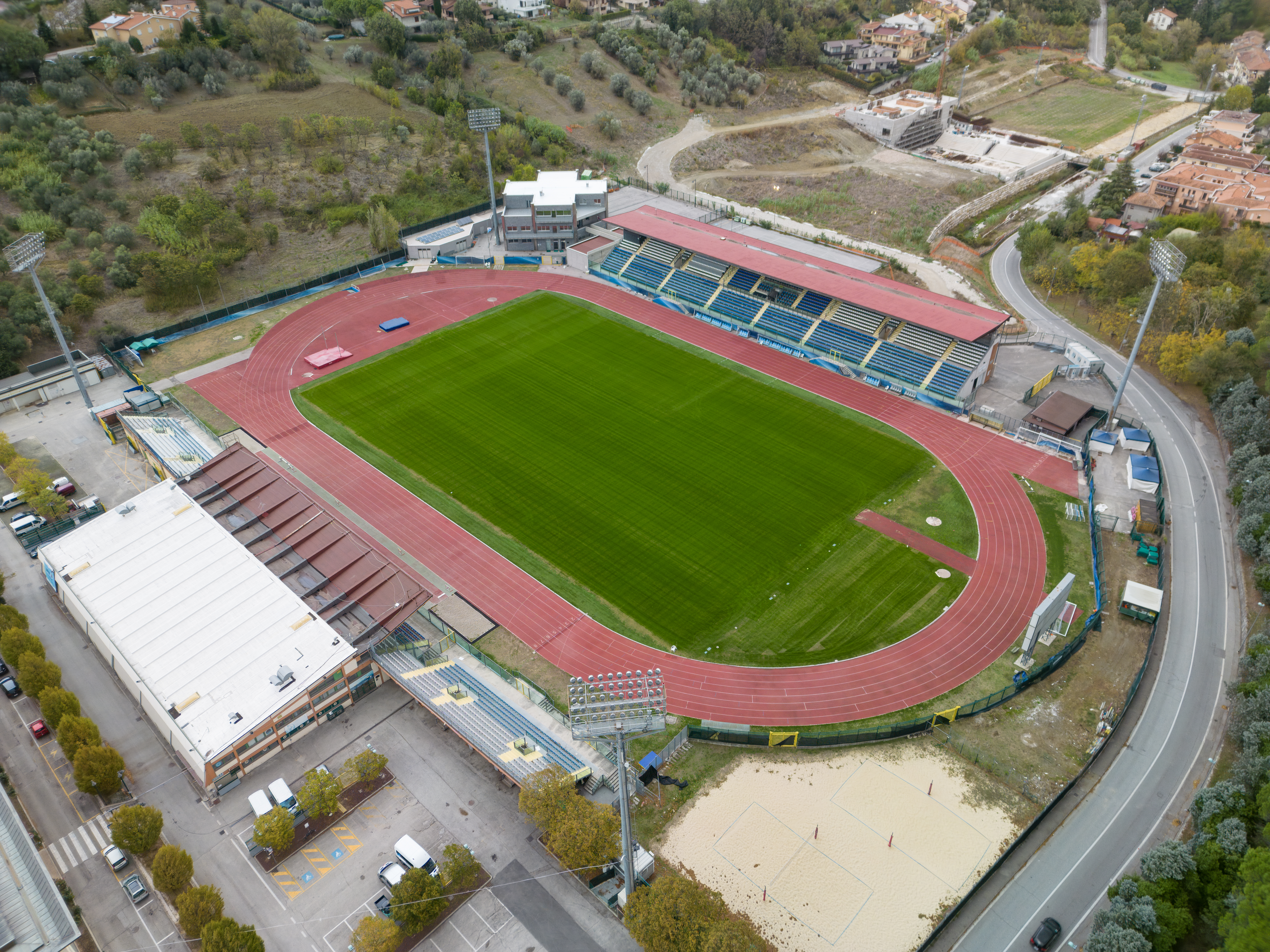
Estádio Olímpico de San Marino em Serravalle.

Em San Marino, o futebol é o esporte mais popular. Basquetebol e voleibol também são populares. Os três esportes têm suas próprias federações, a Federação de Futebol de San Marino, a Federação de Basquetebol de San Marino e a Federação de Voleibol de San Marino.
A seleção de futebol nacional nunca conseguiu resultados expressivos na modalidade. Jamais se classificou para um grande torneio, e registrando apenas três vitórias oficiais em mais de 30 anos de sua história, uma vitória por 1–0 em 2004, outras duas vitórias por 1-0 e 3-1 em 2024, ambas contra a mesma seleção, a seleção de  Liechtenstein. Seu resultado mais notável foi um empate 0–0 em 1993 com a Turquia durante as eliminatórias europeias para a Copa do Mundo FIFA de 1994. Juntamente com a Itália, San Marino realizou o Campeonato Europeu de Futebol Sub-21 de 2019, com equipas atuando no Estádio Olimpico em Serravalle.
No automobilismo, o país batizou o Grande Prêmio de San Marino de Fórmula 1, embora a corrida fosse realizada no Autódromo Enzo e Dino Ferrari na cidade italiana de Imola, cerca de 100 km a noroeste de San Marino. Este evento internacional foi removido do calendário em 2007, mas o circuito retornou ao calendário da F-1 como o Grande Prêmio da Emília-Romanha. Outra competição da modalidade é o Grande Prêmio de San Marino e da Costa Rimini de Motovelocidade, que acontece no Circuito Mundial de Misano Marco Simoncelli, na comuna italiana de Misano Adriatico, assim como a etapa de San Marino do Campeonato Mundial de Superbike.
San Marino tem um time profissional de beisebol que atua na liga da primeira divisão da Itália e já participou do torneio europeu modalidade, tendo sido campeão em 2006, 2011 e 2014.
O tiro esportivo também é muito popular em San Marino, com muitos atiradores participando de competições internacionais e dos Jogos Olímpicos. O país obteve duas de suas primeiras três medalhas nos Jogos Olímpicos de Tóquio 2020 neste esporte: bronze na fossa olímpica feminina com a atiradora Alessandra Perilli, atleta essa que também ganhou a prata na categoria de duplas mistas com Gian Marco Berti. A outra medalha obtida foi um bronze com Myles Amine no Wrestling estilo livre masculino na categoria até 86 kg.

### Culinária
A culinária samarinesa é extremamente semelhante à italiana, mas há uma série de pratos e produtos exclusivos vindos de San Marino. Suas sobremesas são muito conhecidas, principalmente a Torta Tre Monti ("Bolo das Três Montanhas" ou "Bolo das Três Torres"), um bolo feito em camadas de wafer coberto de chocolate representando as Três Torres de San Marino. O país também é famoso por suas vinícolas.